# Ragnhild Eriksdotter
Ragnhild Eriksdotter, "den mäktiga", född omkring 870, död 897, var drottning av Norge och gift med kung Harald Hårfager. Hon var mor till Erik Blodyx.
Inte mycket är känt om Ragnhild. Enligt Snorre kallades hon "Ragnhild den mäktiga" och dog tre år efter att sonen Erik fötts. Hon var dotter till kung Erik på Jylland (kanske Hårik II). Någon sådan kung är inte känd från andra källor. De äldre norska sagorna nämner inte Ragnhild (eller någon av Haralds gemåler), men hon nämns i skaldedikten Hrafnsmál (Korpens mål).